# Vinogràdovo (Kírov)
|  | Per a altres significats, vegeu «Vinogràdovo». |

Vinogràdovo (en rus: Виноградово) és una ciutat de l'óblast de Kírov, a Rússia, segons el cens del 2010 tenia 193. Pertany al districte (raion) de Viàtskie Poliani.